# Kuniyamuthur
Kuniyamuthur är en stad i den indiska delstaten Tamil Nadu, och tillhör distriktet Coimbatore. Den är en förort till Coimbatore, och folkmängden uppgick till 95 924 invånare vid folkräkningen 2011.